# Мікробіологічні пошуки родовищ корисних копалин
Мікробіологічні пошуки родовищ корисних копалин (рос. микробиологические поиски месторождений полезных ископаемых, англ. microbiological prospecting; нім. mikrobiologisches Prospektieren n) — методи пошуку родовищ корисних копалин, які базуються на дослідженні закономірностей розподілу мікроорганізмів.
Уперше запропоновані у 1937 р. Використовуються для пошуків нафти і газу, рудних корисних копалин.
М.п. родов. нафти і газу здійснюються на регіональному (масштаб зйомок 1:1000000-1:500000) і пошуковому (1:200000 1:100000) етапах геолого-розвідувальних робіт.
М.п. рудних родов. використовуються при рекогносцировці (1:200000-1:100000), середньомасштабній (1:50000- 1:25000) і детальній (1:10000) розвідці.